# Aaron Shikler
Aaron Shikler, né le 18 mars 1922 à New York, et mort le 12 novembre 2015, est un peintre américain. 

## Biographie
Il est connu pour ses portraits de personnalités et d'hommes d'État, dont celui post mortem de John F. Kennedy, Oil Portrait of John F. Kennedy, qui sert de portrait officiel de Kennedy à la Maison-Blanche. Il a également peint les portraits officiels des Premières dames Jacqueline Kennedy et Nancy Reagan. On retrouve de nombreuses de ses œuvres dans des collections publiques comme celles du Brooklyn Museum of Art, du Metropolitan Museum of Art, du Hirshhorn Museum and Sculpture Garden, du New Britain Museum of American Art ou de la National Academy of Design.

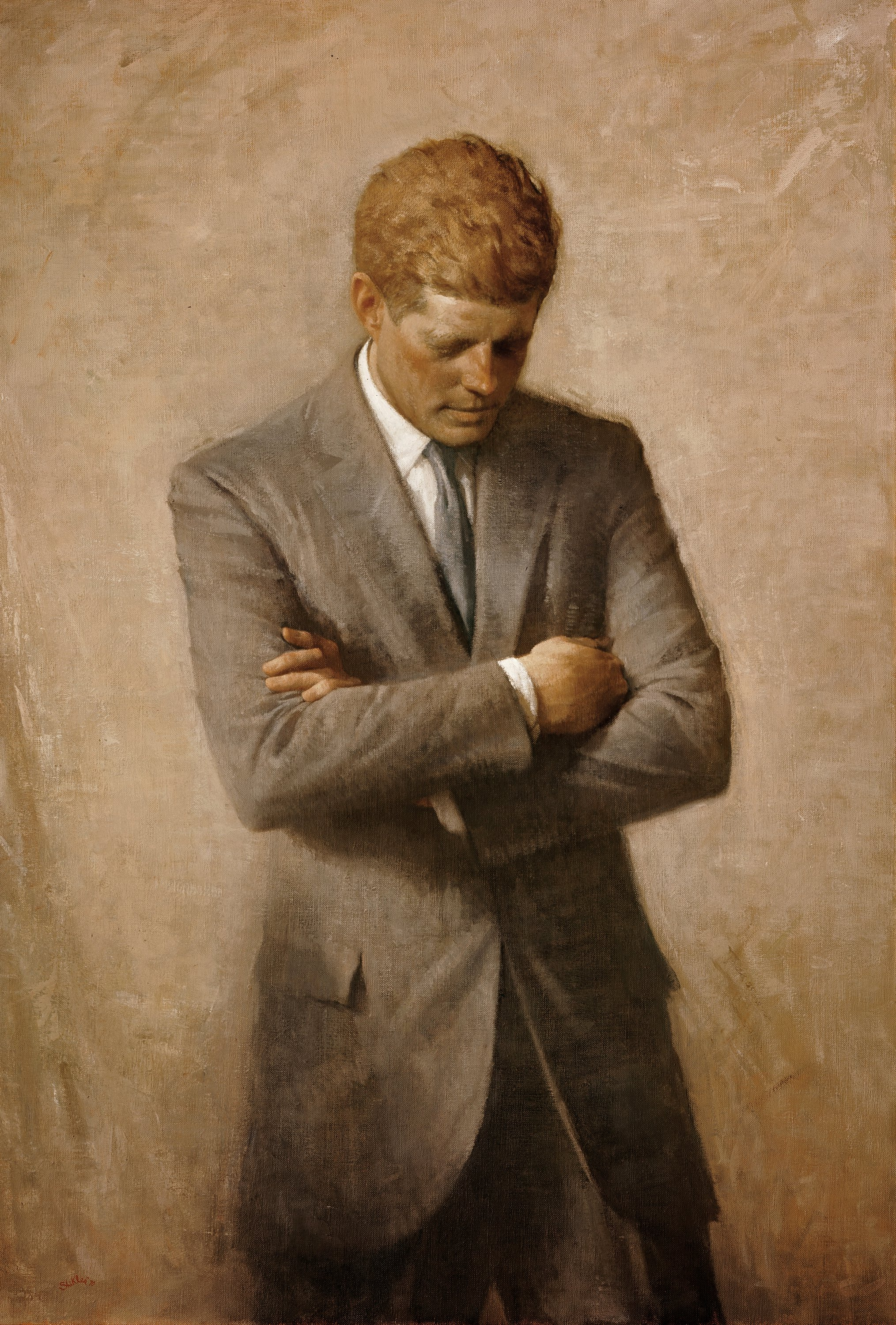
Le portrait officiel de John F. Kennedy accroché avec d'autres portraits d'anciens présidents dans le Cross Hall de la Maison Blanche.

## Source
- (en) Cet article est partiellement ou en totalité issu de l’article de Wikipédia en anglais intitulé « Aaron Shikler » (voir la liste des auteurs).